# DF-16
DF-16은 중국의 최신형 준중거리 탄도 미사일(MRBM)이다. 1개 또는 3개의 MIRV 탄두를 탑재한다.

## 역사
1970년대 후반 DF-11을 개발했다. 1990년대에는 DF-15를 개발했다. 그 후속형으로 2014년 DF-16을 실전배치했다.
다른 출처에서는 2014년이 아니라 2011년에 실전배치했다고도 한다.
2단 고체연료 미사일로 사거리는 1,200 km이다.

## DF-16B
2015년 9월 3일, 박근혜 대통령이 참석한 중국 인민 항일 전쟁 및 세계 반파시즘 전쟁 승리 70주년 기념 대회에서 DF-16A가 공개되었다.
2016년 7월 20일, CCTV는 판창룽 중국공산당 중앙군사위원회 부주석이 남부전구를 시찰한 영상에서 탄도미사일인 둥펑-16이 이례적으로 공개됐다. 2016년 창설된 중국 로켓군 소속의 둥펑-16은 준중거리 탄도 미사일(MRBM)로 '오키나와 미군기지 킬러'라는 평가를 받는다.
남부전구는 과거 광저우 대군구를 확대 개편했으며 베트남과 미얀마 국경, 남중국해, 화남지방 광둥성 광시자치구 후난성 하이난성을 관할하고 있다. 광저우에서 오키나와 가데나 공군 기지까지는 1,500 km 거리이다.
2017년 2월 20일, 중국 관영 CCTV가 인민해방군의 DF-16B 탄도 미사일 발사 장면을 공개했다. DF-16B는 DF-16A에서 외양이 많이 바뀌었다. 미국 퍼싱2와 거의 똑같이 생겼다.

## 같이 보기
- DF-11
- DF-15